# Євровалюта
Євровалю́та — це валюта, що розміщена на депозитах банків поза межами країни, якою вона була випущена. Наприклад, депозит у доларах США розміщений в українському банку є євровалютним депозитом, або конкретніше — євродоларовим депозитом.
Поняття євровалюта не має прямого зв'язку із об'єднаною європейською валютою євро та Єврозоною.
Префікс «євро» зовсім не означає того, що зазначена валюта перебуває в Європі, або що нею володіють європейці, чи що вона розміщена в європейському банку. Це свідчить лише про те, що територіальне розміщення банку, що приймає вкладення, не збігається з територією, де валюта емітована і є законним платіжним засобом. Наприклад, євродолари — це долари, розміщені у банку поза територією США: долари, розміщені у бразильському чи в японському банку. Операція з євродоларами не регламентується з боку США (країни — емітента валюти). Префікс «євро» свідчить про те, що валюта вийшла з-під контролю національних валютних органів, зокрема центрального банку-емітента.
Громадянство або постійне місце проживання вкладника не впливають на визначення, чи одержить валюта префікс «євро». Досить часто вкладення робиться резидентом країни — емітента зазначеної валюти (наприклад, американець відкриває доларовий депозит в Україні). І навпаки, долар, розміщений у США німцем, навіть у відділенні німецького банку, не буде називатися євродоларом. Така операція є внутрішнім вкладенням, що цілком підпорядковане законодавству США.
Найпоширенішою євровалютою є євродолари. Крім них існують єврофранки, єврофунти, євроєни і навіть євроєвро.
Ринки євровалюти і єврооблігацій мають перевагу в тім, що вони значно менше підпадають під регулювання країни-емітента валюти, таких як розмір відсоткової ставки, вимоги резервування та інше.